# Esperanza (álbum)
Esperanza es el segundo álbum de estudio de jazz de la bajista y cantante Esperanza Spalding. Fue lanzado el 20 de mayo de 2008 y publicado por Heads Up International.
Spalding canta en tres idiomas diferentes:inglés, español, portugués

## Lista de canciones
1. «Ponta de Areia» - 5:39
2. «I Know You Know» - 3:46
3. «Fall In» - 3:57
4. «I Adore You» - 7:27
5. «Cuerpo y Alma (Body & Soul)» - 8:01
6. «She Got to You» - 4:29
7. «Precious» - 4:24
8. «Mela" - 6:57
9. «Love in Time» - 5:47
10. «Espera» - 4:40
11. «If That's True» - 7:33
12. «Samba Em Preludio» - 5:11

## Tabla de resultados
Esperanza pasó más de 70 semanas en los Billboard Top Jazz Albums Chart.
| Lista (2010)                     | Posición |
| -------------------------------- | -------- |
| Billboard Top Independent Albums | 40       |
| Billboard Top Jazz Albums        | 3        |
| Billboard Heatseekers            | 12       |
| Swedish Albums Chart             | 37       |
| Norwegian Albums Chart           | 12       |

## Personal
- Esperanza Spalding - bajo eléctrico, bajo acústico , voz
- Leo Genovese - teclado
- Jamey Haddad - percusión
- Otis Brown - batería
- Horacio Hernández - batería
- Ambrose Akinmusire - trompeta